# Karima
Koordinaten: 18° 34′ N, 31° 52′ O

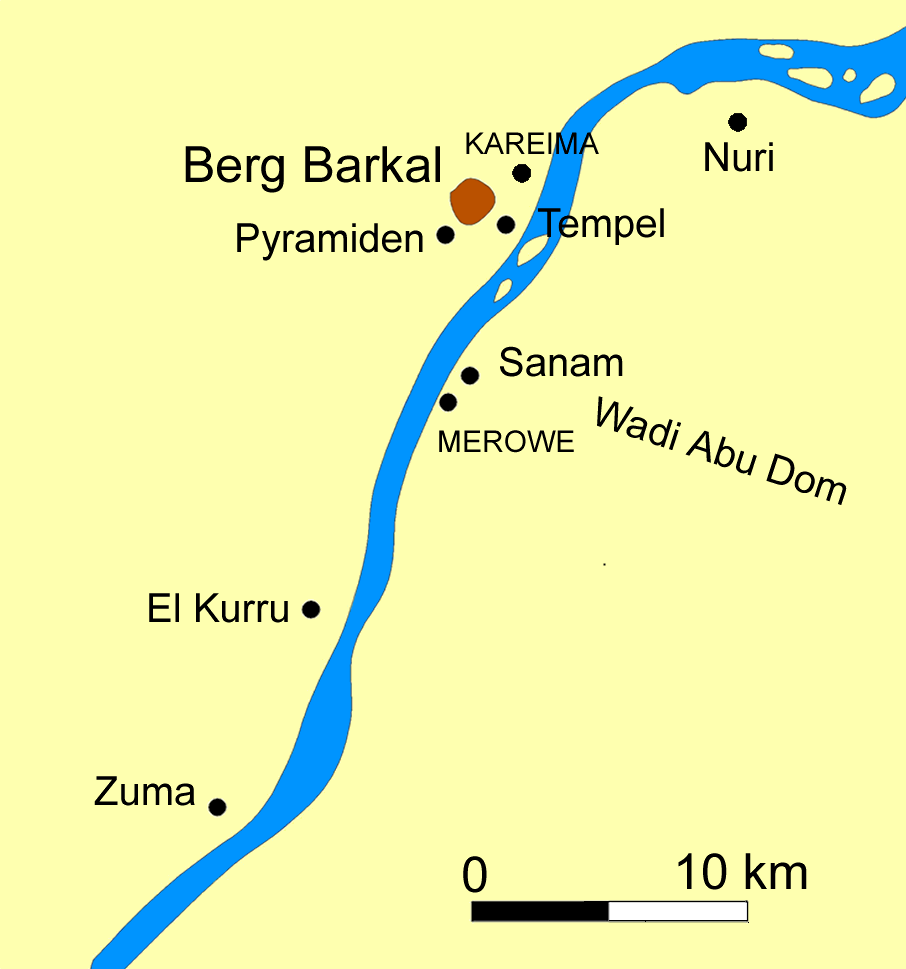
Berg Barkal und dessen Umgebung

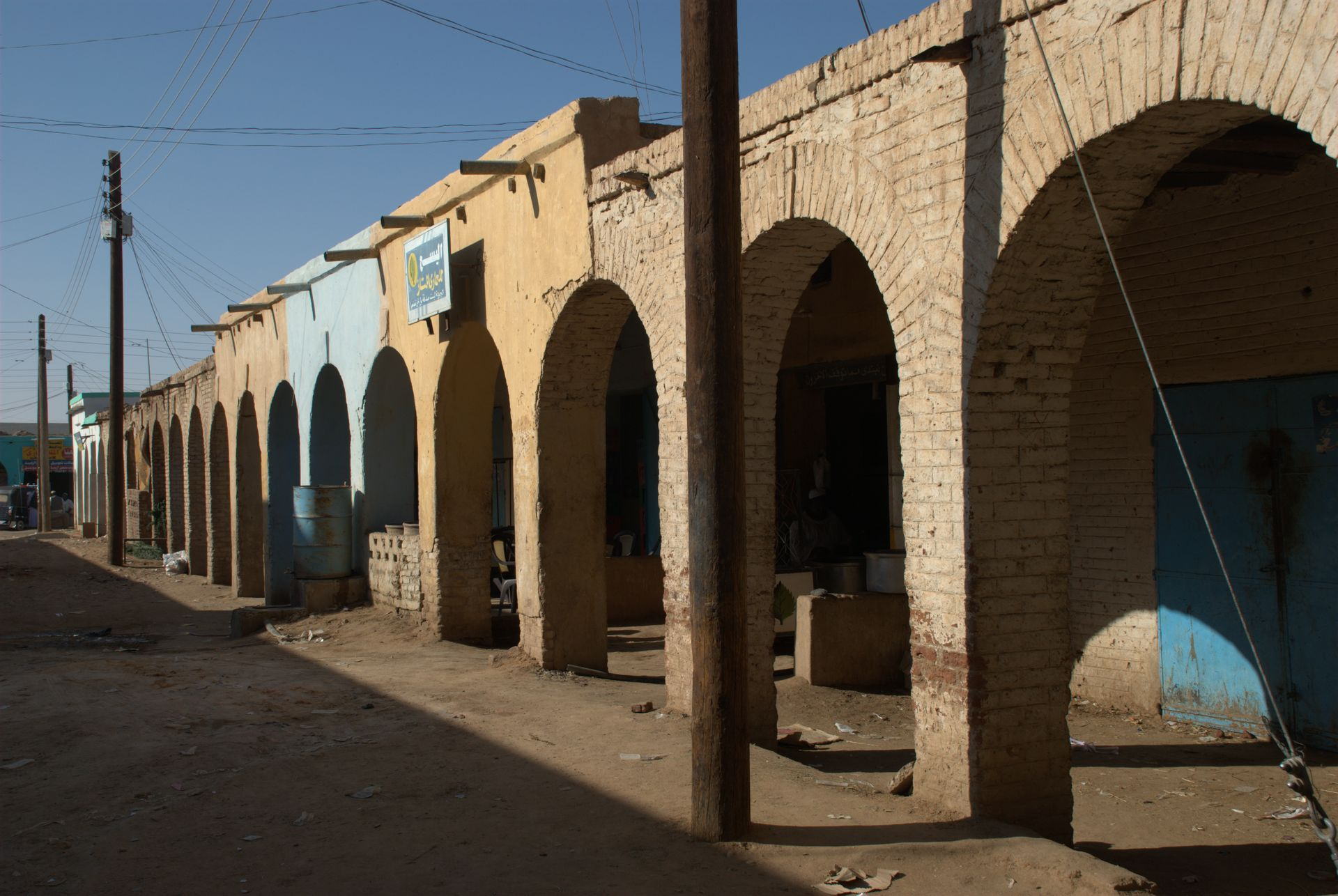
Geschäftsstraße im Marktbereich

Karima (arabisch كريمة Kurima; seltener Kurimah, Kareima, Kuraymah oder Kuraima) ist eine Kleinstadt im Norden des Sudan im Bundesstaat asch-Schamaliyya. Von weitem ist das Wahrzeichen der Stadt, der Berg Barkal, am südlichen Stadtrand zu sehen.

## Lage
Karima liegt in dem zu Nubien gehörenden Teil des Sudan, rund 350 km von Khartum entfernt, am rechten, westlichen Ufer des Nils, der hier in einem Bogen in südliche Richtung fließt. Auf der anderen Flussseite liegt die kleinere Zwillingsstadt Merowe.
Der Marktort ist die größte Siedlung etwa auf halber Strecke zwischen Atbara an der nach Norden führenden Wüstenroute im Osten, und Dongola, das im Nordwesten an der den Nil entlang führenden parallelen Straßenverbindung liegt. Etwa 30 Kilometer flussaufwärts befindet sich der Merowe-Staudamm, mit dessen Flutung, die Anfang 2009 beendet war, im Bereich des 4. Nilkataraktes der größte Stausee des Sudan entstand. Karima liegt in einem Wüstengebiet, das im Norden als Nubische Wüste, im Osten als Bayuda bezeichnet wird. Der schmale Streifen bewässerter landwirtschaftlicher Fläche entlang des Nilufers ist im Bereich der Stadt nur wenige hundert Meter breit, außerhalb der Stadt ist dieser Grünbereich nicht mehr als einen Kilometer breit.

## Temperaturrekord
In dieser Stadt wurden 48,3 Grad Celsius gemessen.
Am Mittwoch, den  3. April 2024, wurden in der Stadt Kayes in Mali  48,5 °C gemessen.
Dies stellt nicht nur den Höchstwert für Mali dar, sondern ist auch die höchste jemals im April auf dem afrikanischen Kontinent gemessene Temperatur.

## Bevölkerung
Für Karima werden 13.981 Einwohner (Berechnung 2012) angegeben. Die Bevölkerung der Gegend setzt sich aus Nubiern und arabischen Volksgruppen wie den Sheygya (Shaqiya) zusammen.
Bevölkerungsentwicklung:
| Jahr              | Einwohner |
| ----------------- | --------- |
| 1973 (Zensus)     | 7.118     |
| 1983 (Zensus)     | 10.459    |
| 2012 (Berechnung) | 13.981    |

## Sehenswürdigkeiten
Karima ist eine neue Stadtgründung auf dem Gebiet der antiken Stadt Napata. Hierzu gehörte der seit der Zeit des altägyptischen Pharaos Thutmosis III. im 15. Jahrhundert v. Chr. als Sitz des Gottes Amun verehrte Barkal, der an der Ostseite dieses markanten Tafelberges liegende Tempelbezirk und der antike Friedhof auf der Westseite. Die erste Hauptstadt des kuschitischen Reiches umfasste auch das etwa sieben Kilometer südlich, am Ortsrand des heutigen Merowe gelegene Sanam, das auf der Straße über Merowe erreichbare Pyramidenfeld von Nuri und die etwa 12 Kilometer südwestlich von Karima auf derselben Seite des Nils gelegenen Pyramiden von al-Kurru. Sie sind ab der Nilbrücke auf einer Sandpiste in Ufernähe erreichbar.

## Infrastruktur

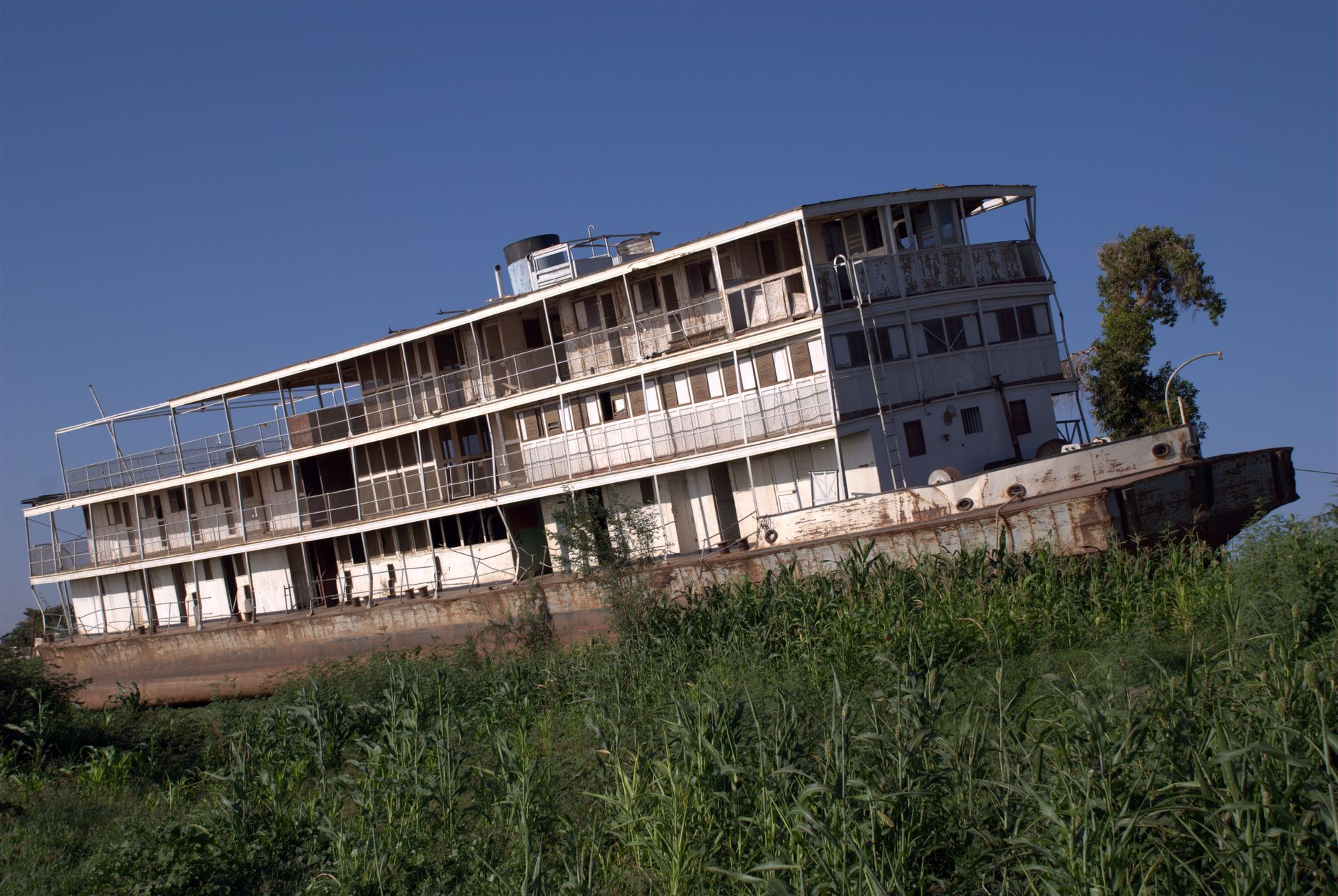
Der Passagierschiffsverkehr wurde eingestellt

Im Januar 2008 wurde die fünf Kilometer südlich der Stadt gelegene, mit chinesischem Geld finanzierte Brücke über den Nil nach Merowe für den Verkehr freigegeben. Es bestehen durchgängig asphaltierte Straßenverbindungen nach Khartum, quer durch die Bayuda-Wüste nach Atbara und am Nil entlang nach Norden bis Dongola. Ein Schiffsverkehr nach Süden war wegen der Katarakte praktisch nicht möglich, und Holzdampfer, die bis in die 1990er Jahre flussabwärts fuhren, liegen nun als Wracks am Ufer. Anfang der 1960er Jahre wurde eine 250 Kilometer lange Stichstrecke der Eisenbahn von Abu Hamad (an der Hauptstrecke zwischen Atbara und Wadi Halfa) nach Karima gebaut. Diese Bahnverbindung ist ebenfalls nicht mehr in Betrieb.

## Stadtbild und Wirtschaft

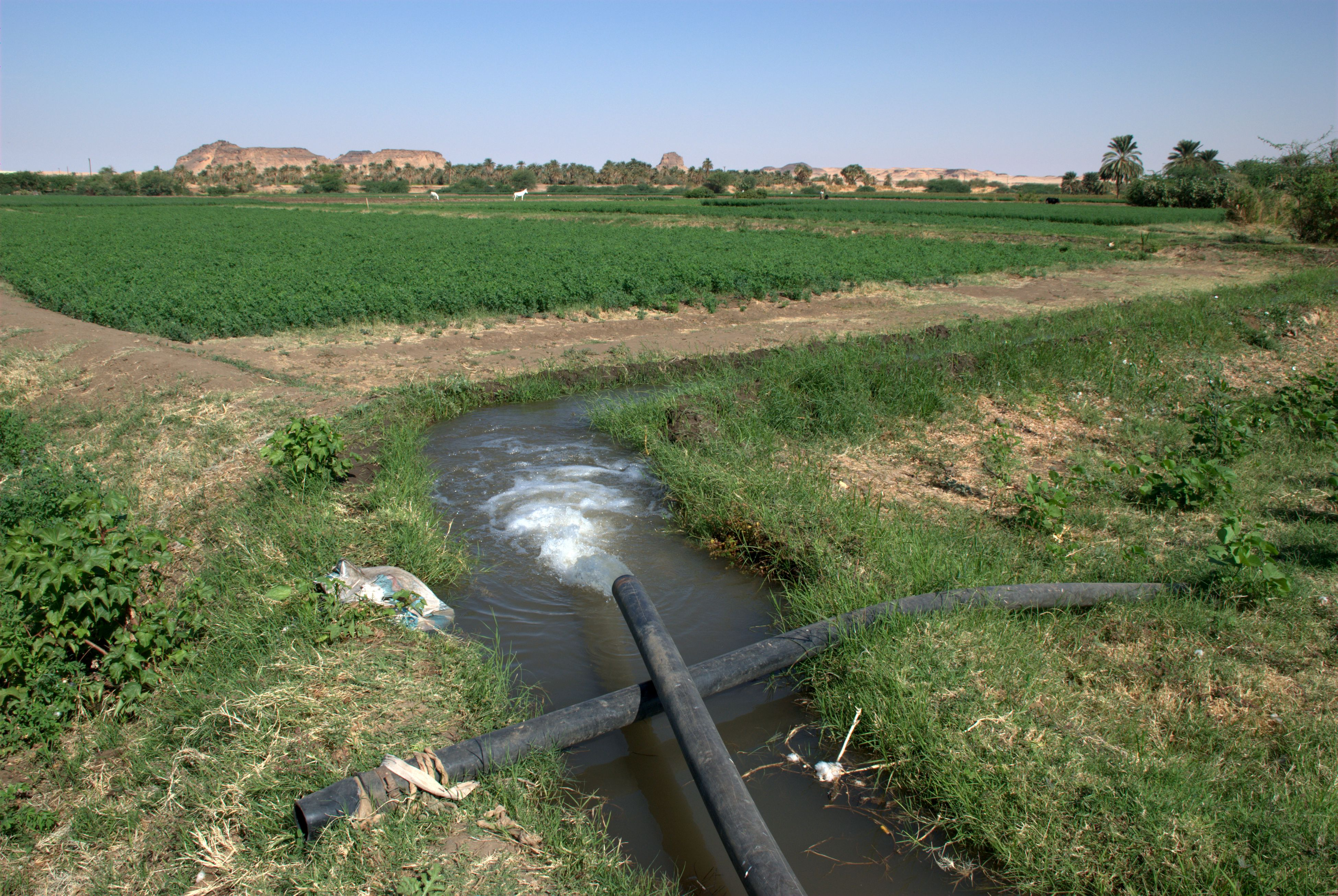
Bewässerte Felder mit Futterklee am Ortsrand. Im Hintergrund Tafelberge im Norden. In der Nähe wird auch Nilschlamm für Ziegel gewonnen, die gebrannt oder luftgetrocknet zum Hausbau verwendet werden

Die Bahnverbindung sollte der Industrialisierung Karimas dienen. So wurde 1963 eine Konservenfabrik eingerichtet, mit dem Ziel, die in der Region angebauten Tomaten zu Tomatenmark zu verarbeiten. Als die Bauern die Fabrik nicht ausreichend mit Tomaten belieferten, da ihnen der Erlös zu gering war, wurde Tomatenmark aus dem Ausland eingeführt und in Karima von großen in kleine Dosen umgefüllt. Diese Fabrik ist verschwunden. Die Werkshalle der Schiffsreparaturwerft wird auch nicht mehr benötigt.
Karima ist ein typischer nordsudanesischer Wüstenort mit weitläufigen, planquadratisch angelegten Vierteln, in denen einstöckige Gebäude überwiegen. Der Markt hat regionale Bedeutung. Das wichtigste agrarische Exportprodukt sind die weichen und die getrockneten Früchte der Dattelpalmen, die wie Gemüse (Tomaten, Auberginen), Getreidearten und ganzjährig Futterklee für Tiere über Kanäle Wasser erhalten, die durch Dieselpumpen aus dem Nil versorgt werden. Dattelpalmen in Flussnähe sollten die ersten beiden Jahre regelmäßig bewässert werden. Seit der Schließung des Merowe-Staudammes ist der Wasserstand des Nils zurückgegangen, und die Pumpen benötigen längere Ansaugschläuche.

## Söhne und Töchter der Stadt
- Hussein Salim, sudanesischer Maler